# Emil Schandein

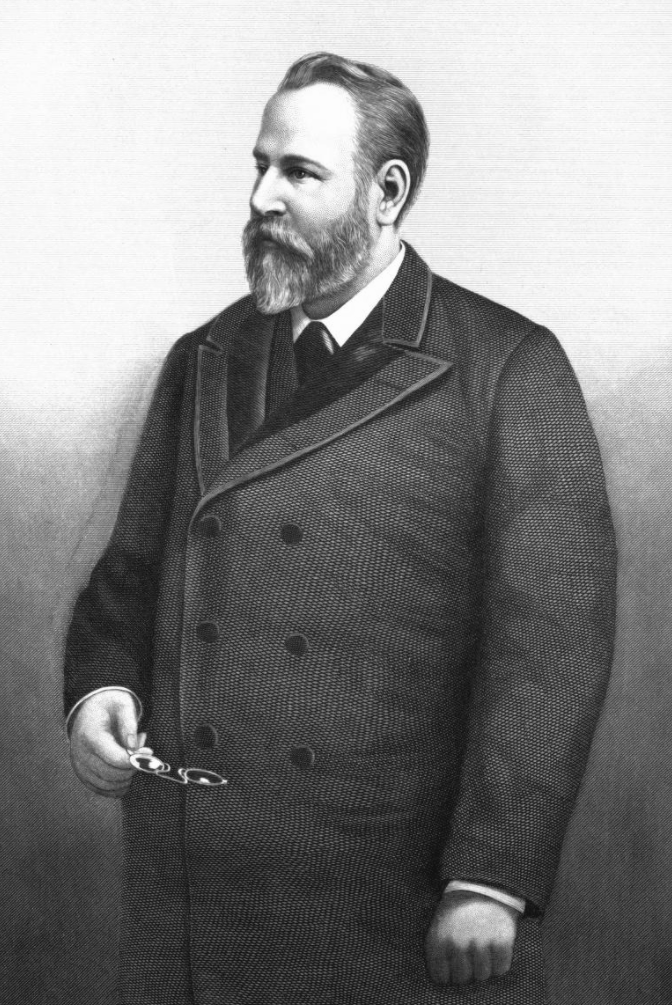

Emil Eugen Schandein (* 16. April 1840 in Obermoschel; † 22. Juli 1888 in Bremen) war ein deutsch-US-amerikanischer Unternehmer und Mitbesitzer der Pabst Brewing Company.

## Leben
Schandeins Eltern waren der königliche Steuer- und Gemeindeeinnehmer Joseph Wilhelm Schandein (1800–1862) und Louisa Schandein (geb. Barth). Sein Onkel war der Historiker Ludwig Schandein.
Mit 16 Jahren emigrierte er in die USA und ließ sich in Philadelphia nieder. Nachdem er in verschiedenen Städten gearbeitet hatte, zog er 1863 nach Watertown im Bundesstaat Wisconsin. Dort heiratete er 1866 Elizabetha „Lisette“ Best., eine Tochter des Brauereibesitzers Phillip Best.
Gemeinsam mit seinem Schwager Frederick Pabst kaufte er Anteile an der Philip Best Brewing Company und bekleidete von 1873 bis zu seinem Tod das Amt des Vizepräsidenten.
Neben seiner Tätigkeit für die Brauerei war Schandein einer der Gründer und erster Präsident der Deutschen Gesellschaft von Milwaukee. Darüber hinaus war er Direktor der Northwestern Life Insurance Company, der Second Ward Savings Bank und Präsident der Milwaukee Brewers Association.
Schandein starb 1888 während eines Aufenthalts in Deutschland. Er liegt auf dem Forest Home Cemetery in Milwaukee begraben.
Erst nach seinem Tod wurde 1889 das Schandein Mansion, eine Villa im deutschen Renaissance-Stil, an der 24. und Grand Avenue (heute Wisconsin Avenue) in Milwaukee fertiggestellt. An der Stelle des Gebäudes entstand 1929 das Milwaukee County Emergency Hospital.
Seine Witwe Lisette Schandein übernahm sein Amt als Vizepräsident nach seinem Tod bis 1894. Sie starb 1905 während eines Aufenthalts in Deutschland.
Schandein vermachte einen Teil seines Vermögens der Kaiserslauterer Kreisrealschule und dem Pfälzischen Gewerbemuseum. Die Schandeinstraße in Kaiserslautern ist nach ihm benannt. Die Schandeinstraße in Speyer ist indes nach seinem Onkel Ludwig benannt.

## Familie
Emil Schandein war seit 1866 mit Elisabeth/Lisette Best (* 4. September 1848; † 1905) verheiratet. Aus der Ehe gingen folgende Kinder hervor:
- Clara, ⚭ nach 1888 Jacob Heyl (den Witwer ihrer Schwester), geschieden 1907
- Louise, † 19. Januar 1888, ⚭ 1886 Jacob Heyl
- Emil M. Schandein
- Ella, ⚭ 1892 Louis Frank